# Karabin SSG 08
Steyr SSG 08 (niem. Scharfschützengewehr 2008, pol. karabin snajperski 2008) – karabin wyborowy z zamkiem czterotaktowym produkowany przez austriacką firmę Steyr Arms.